# Juan María de Salvatierra
Juan María de Salvatierra (Milano, 15 novembre 1648 – Guadalajara, 17 luglio 1717) è stato un religioso e missionario italiano naturalizzato spagnolo.
Gianmaria Salvatierra nacque a Milano, figlio di madre italiana e di padre di origini spagnole.

## Biografia
Studiò a Parma, nel locale Collegio dei gesuiti. Fu qui che accidentalmente trovò un libro sulle "Missioni indiane" che lo affascinò. Entrò quindi nella Compagnia di Gesú a Genova, da dove s'imbarcò nel 1675 per la Nuova Spagna (oggi Messico). Qui proseguì i suoi studi di teologia e fu per parecchi anni professore di retorica nel Collegio del Santo Spirito a Puebla.
Rinunciando alla sua posizione nella cattedrale, ottenne il permesso di dedicarsi alla conversione degli indigeni americani del sudovest del Nordamerica e nel giugno 1680 partì per le terre dei Tarahumara, sui monti del Chihuahua. Visse con questo popolo per 10 anni, fondando parecchie Missioni cattoliche lungo la strada. Successivamente fu nominato "visitatore" delle Missioni spagnole nel deserto di Sonora, nella provincia di  Sonora y Sinaloa della Royal Audiencia de Guadalajara, nella Nuova Spagna. Una volta giunto egli preparò un progetto per la "conquista spirituale" della Bassa California, dato che tutte le spedizioni militari in quella regione della California spagnola non avevano avuto successo. 
Poco dopo, grazie a una conversazione con l'esploratore e missionario padre Eusebio Kino, egli concepì un gran desiderio di evangelizzare la penisola della Bassa California, per realizzare il quale riuscì a ottenere nel 1697 il permesso delle autorità, con tutte le spese a carico dei missionari. Dopo aver ottenuto anche l'autorizzazione dei suoi superiori, s'imbarcò il 10 ottobre dello stesso anno per la regione della Bassa California nella provincia della California spagnola, per trovare la catena delle Missioni spagnole della Bassa California. 
Con un modesto equipaggio e sei soldati su un'imbarcazione, Salvatierra sbarcò il 15 ottobre 1697 nella Bahía Concepción, sulla costa della Penisola della Bassa California, e pochi giorni dopo, il 19 ottobre, egli fondò la Missione Nuestra Señora de Loreto Conchó, la prima delle missioni della Bassa California, che dedicò alla Madonna di Loreto, la sua patrona. Per un certo periodo egli agì come prete, capitano, sentinella e cuoco, oltre a studiare i linguaggi indigeni da un vocabolario preparato dai precedenti missionari, padre Eusebio Kino e padre Juan Copart, e dagli indigeni che riusciva ad avvicinare. Egli mise insieme una lingua nativa americana e in sette anni fondò sei altre missioni lungo la costa della Bassa California. Egli compì alcune esplorazioni importanti. Nell'organizzazione e più tardi nella conduzione delle opere il suo principale collaboratore fu padre Juan de Ugarte. I contributi per questo obiettivo, da generosi donatori, formò la base dello storico Fondo Piadoso, o Pio Fondo delle Californie. (Più tardi questo fu oggetto di controversia tra il governo repubblicano del Messico e gli Stati Uniti).
Nel 1704 egli fu nominato Superiore provinciale della Compagnia e risiedette in Messico fino a quando il periodo della sua carica fu concluso (1707) ed egli rientrò nelle sue missioni della Bassa California.
Nel 1717 fu richiamato nella capitale dal viceré Baltasar de Zúñiga y Guzmán perché fornisse materiale per una Storia della California, che il re Filippo V di Spagna aveva ordinato di scrivere.
Benché ammalato Salvatierra obbedì e attraversando il Golfo di California (noto anche come "mare di Cortez"), continuò il suo viaggio lungo la costa e arrivò nella città coloniale di  Guadalajara, nella Nuova Galizia, ove morì. Tutta la città partecipò al suo funerale e la sua salma fu inumata, con una cerimonia che si vedeva raramente al funerale di un gesuita missionario, nella cappella di Nostra Signora di Loreto, da lui fatta in passato erigere.

## Memoria
Salvatierra è tuttora ancora noto come "l'Apostolo della California", un titolo che egli condivide con fra' Junípero Serra, che fondò molte delle  Missioni spagnole in Alta California.

## Opere
Egli scrisse Cartas sobre la Conquista espiritual de Californias (1698) e Nuevas cartas sobre Californias (1699), che sono state utilizzate dallo storico gesuita, padre Miguel Venegas nella sua Historia de Californias e nelle sue  Relaciones (1697–1709) in Documentos para la Historia de Mexico (1853-7). 

## Monumenti e ricordi
- La "Salvatierra Walk" alla Stanford University prende il nome da lui;
- Il "Cratere Salvatierra", nella Riserva della Biosfera di El Pinacate e Gran Deserto di Altar, è stato così denominato in suo onore (un altro cratere ha avuto il nome in onore di frate Eusebio Kino per le esplorazioni del 1701 in quella regione).